# Curt Elschner

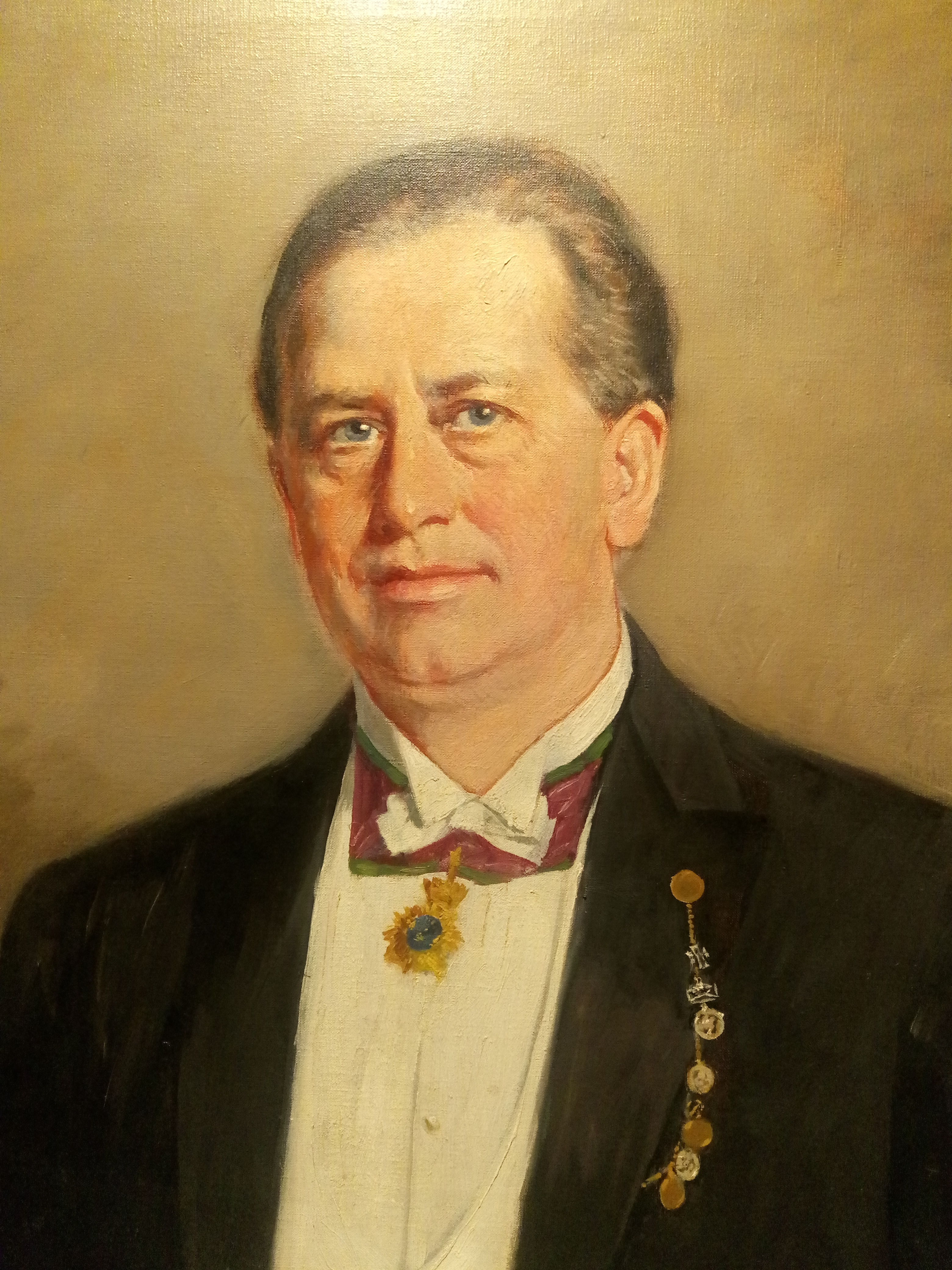
Curt Elschner (Porträt von B. Zickendrath, ca. 1925)

Curt Elschner (* 15. Januar 1876 in Willerstedt; † 12. Dezember 1963 in Erfurt) war ein deutscher Gastronom und Hotelier, der in verschiedenen Städten mit großem Erfolg Hotels und Restaurants betrieb.

## Leben
Curt Elschner wurde als jüngstes von neun Kindern des Schneidermeisters und Gastwirts Friedrich Elschner in Willerstedt bei Apolda geboren. Von 1890 bis 1892 absolvierte er im Hotel „Norddeutscher Hof“ in Leipzig eine Kellnerlehre und war anschließend mehrere Jahre in verschiedenen Städten in diesem Beruf tätig. Am 1. Oktober 1897 wurde er zum zweijährigen Militärdienst im Infanterie-Regiment Nr. 94 („Großherzog von Sachsen“) in Weimar einberufen. Im Anschluss daran nahm er erneut in kurzer Folge mehrere Anstellungen in der Gastronomie und Hotellerie an, u. a. in Hamburg, Göttingen, Frankfurt am Main, Düsseldorf und Apolda.
Am 17. September 1903 heiratete er in Braunschweig Berta Mansfeld. Wenig später trat er in Erfurt als Pächter des Hotels „Metropol“ auf und wurde bereits im Folgejahr Eigentümer des Hotels „Schwarzes Ross“ in Freiberg und des Gasthauses „Werthers Garten“ in Weimar. In Erfurt richtete er 1907 das Restaurant „Elschner-Passage“ ein und eröffnete 1911 in Hamburg das „Rathaus-Café“. Zwei Jahre später erwarb er dort das Hotel „Esplanade“, das er grundlegend modernisierte.
Nach dem Ersten Weltkrieg wurde er Geschäftspartner des einflussreichen Großindustriellen und Reichstagsabgeordneten Hugo Stinnes (1870–1924) und erwarb in dessen Auftrag u. a. das Berliner Luxushotel „Esplanade“ aus dem Besitz des sog. Fürstentrusts. Im Zuge dieser geschäftlichen Transaktionen bot sich ihm 1919 die Gelegenheit, das Hotel Excelsior gegenüber dem Anhalter Bahnhof in Berlin zu übernehmen, das er in den Folgejahren zum „größten Hotel des Kontinents“ ausbaute. Beteiligt war der Bildhauer Adolf Brütt (1855–1939).
Elschner erhielt noch vor dem Ende der Monarchie den Ehrentitel Geheimer Kommerzienrat und 1922 die Ehrenbürgerwürde seines Geburtsorts Willerstedt. 1925 stiftete er der Stadt Eisenach seine Gemäldesammlung, die Elschner-Galerie, und wurde 1926 dort ebenfalls zum Ehrenbürger ernannt. 1929 erhielt er die Ehrendoktorwürde der Universität Würzburg.
Gegenüber den Nationalsozialisten machte sich Elschner dadurch auf Dauer unbeliebt, dass er dem NSDAP-Vorsitzenden Adolf Hitler bei einem Berlinbesuch 1928 kein Zimmer im Hotel „Excelsior“ vermieten wollte. Dies führte am Ende der 1930er Jahre dazu, dass den SS-Angehörigen und später sogar allen NSDAP-Mitgliedern der Besuch des Hauses untersagt wurde. Elschner unternahm daraufhin zahllose vergebliche Versuche, das Hausverbot aufheben zu lassen, und verwies in diesem Zusammenhang immer wieder auf seine nationalsozialistische Gesinnung. Schließlich wurde ihm durch den Reichsführer SS, Heinrich Himmler, mitgeteilt, dass eine Aufhebung des Verbots nicht möglich sei. Daraufhin zog er sich kurze Zeit später unter nicht ganz geklärten Umständen aus Berlin zurück.
Seinen Lebensabend verbrachte Curt Elschner mit seiner Frau in dem von ihm seit 1923 gepachteten Hotel auf der Wartburg in Eisenach, das rechtlich eine Zweigniederlassung des Hotels „Excelsior“ war. Als seine Frau 1960 starb, zog er in den „Kaiserhof“. Er starb am 12. Dezember 1963 in Erfurt.